# 普拉文·奇塔拉韦尔
普拉文·奇塔拉韦尔（Praveen Chithravel，2001年6月5日—），印度男子田径运动员，主攻三级跳远，2018年夏季青年奥运会男子三级跳远铜牌得主、2023年亚洲室内田径锦标赛男子三级跳远银牌得主、2022年亚洲运动会男子三级跳远铜牌得主。